# Jeremy Williams (Eishockeyspieler)
Jeremy Williams (* 26. Januar 1984 in Glenavon, Saskatchewan) ist ein ehemaliger kanadischer Eishockeyspieler, der im Verlauf seiner aktiven Karriere zwischen 2004 und 2023 unter anderem 32 Spiele für die Toronto Maple Leafs und New York Rangers in der National Hockey League (NHL) auf der Position des rechten Flügelstürmers bestritten hat. Darüber hinaus verbrachte Williams fünf Spielzeiten bei den Straubing Tigers in der Deutschen Eishockey Liga (DEL). Williams ist seit 2011 mit der kanadischen Schauspielerin Ashley Leggat verheiratet.

## Karriere

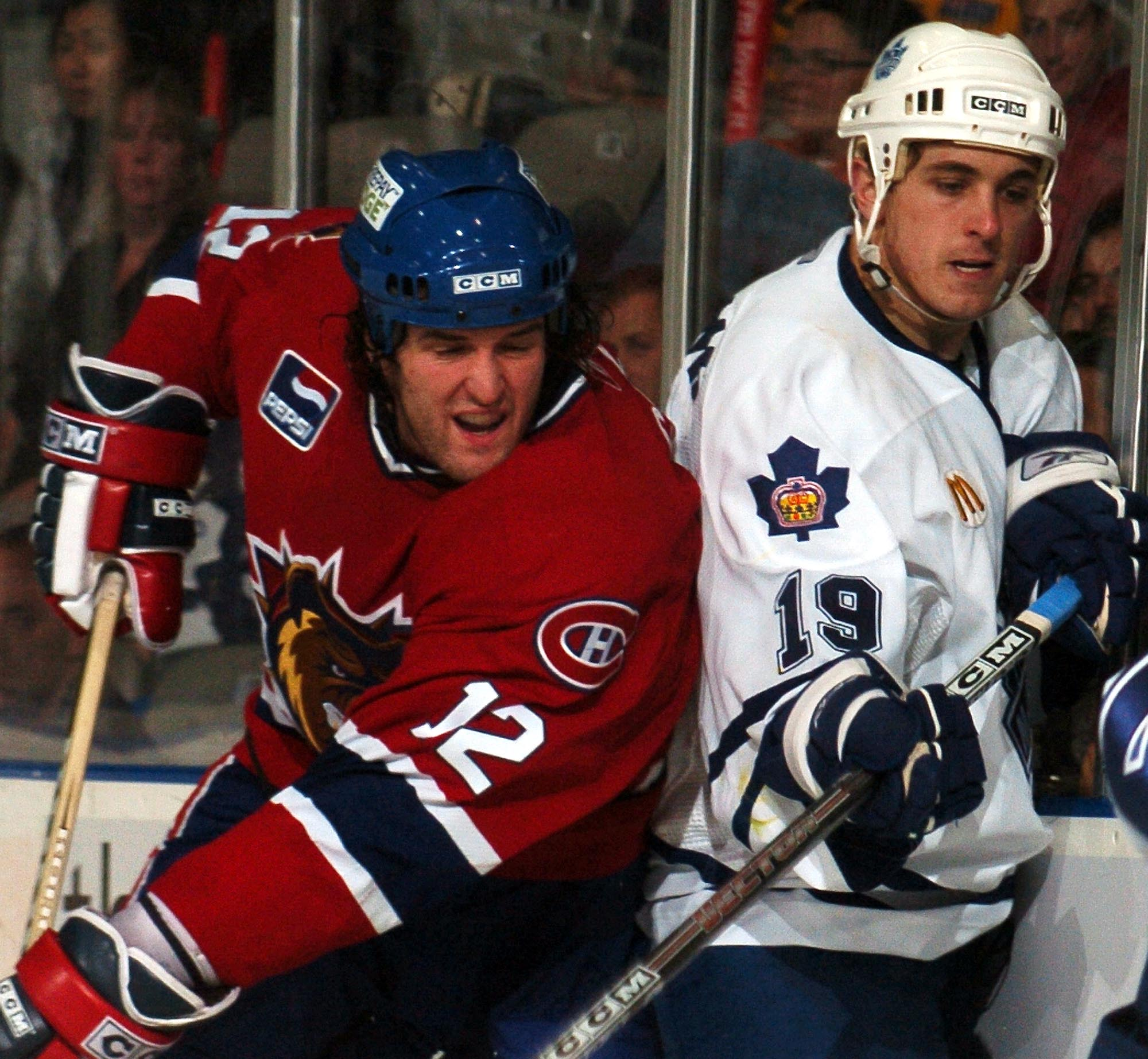
Williams (rechts) im Trikot der Toronto Marlies (2005)

Jeremy Williams begann seine Karriere als Eishockeyspieler bei den Swift Current Broncos, für die er von 2001 bis 2004 in der Western Hockey League (WHL) aktiv war. In dieser Zeit wurde er im NHL Entry Draft 2003 in der siebten Runde als insgesamt 220. Spieler von den Toronto Maple Leafs aus der National Hockey League (NHL) ausgewählt. Gegen Ende der Saison 2003/04 gab Williams sein Debüt im professionellen Eishockey, als er erstmals in den Kader von Torontos damaligem Farmteam, den St. John’s Maple Leafs, aus der American Hockey League (AHL) berufen wurde. Auch das Spieljahr 2004/05 verbrachte Williams in St. John’s, da die NHL-Saison 2004/05 wegen des Lockout abgesagt wurde.
In der Spielzeit 2005/06 stand Williams in der AHL für Torontos neues Farmteam, die Toronto Marlies auf dem Eis und gab sein NHL-Debüt für die Maple Leafs. Bei seinem ersten und einzigen NHL-Einsatz in dieser Spielzeit erzielte er auch sein erstes Tor in der NHL. Auch in der folgenden Saison spielte Williams hauptsächlich für die Marlies und traf bei seinem zweiten NHL-Einsatz zum zweiten Mal. In der Saison 2007/08 durfte der Flügelspieler immerhin 18-mal spielen, so dass er zwei weitere Tore erzielte. Im Juli 2010 wechselte der Stürmer als Free Agent zu den New York Rangers, die ihn im Verlauf der Saison 2010/11 vorwiegend beim AHL-Kooperationspartner Hartford Wolf Pack bzw. Connecticut Whale einsetzten. Im Juni 2011 wurde er vom EC Red Bull Salzburg aus der österreichischen Erste Bank Eishockey Liga (EBEL) für die Saison 2011/12 unter Vertrag genommen. Mit den Salzburgern gewann er in der Vorbereitung auf das Spieljahr die European Trophy 2011. Für die darauffolgende Spielzeit unterzeichnete der Kanadier einen Kontrakt für eine Saison plus Option beim HC Sierre aus der Schweizer National League B (NLB). Nach einem halben Jahr beim HC Sierre wechselte er zum deutschen Zweitligisten Eispiraten Crimmitschau.
Danach zog es Williams im Sommer 2013 nach Schweden, wo er die folgenden drei Spielzeiten beim schwedischen Zweitligaverein VIK Västerås HK eine neue sportliche Heimat fand. In der Saison 2013/14 war er bester Torschütze der HockeyAllsvenskan. Im darauffolgenden Spieljahr sicherte er sich mit dem Team die Meisterschaft, verpasste aber den Aufstieg in die Svenska Hockeyligan (SHL) in den Qualifikationsspielen gegen den Karlskrona HK sowie anschließend in der Kvalserien. Dort war Västerås auch im Vorjahr gescheitert. Im Juni 2016 wechselte er zu den Straubing Tigers in die Deutsche Eishockey Liga (DEL). Im Verlauf der Spielzeit 2017/18 bestritt er außerdem leihweise acht Spiele für den Örebro HK aus der Svenska Hockeyligan. Während seiner Zeit bei den Niederbayern erzielte der Rechtsschütze insgesamt 101 Tore und 88 Assists, was ihn zum Spieler mit den meisten Toren für Straubing in der DEL machte. Des Weiteren war Williams mit 57 Scorerpunkten in der DEL-Saison 2018/19 der Topscorer der DEL-Hauptrunde. Nach insgesamt 231 Partien in fünf Jahren verließ Williams die Straubing Tigers nach der Saison 2020/21. Zur Saison 2021/22 schloss er sich den Heilbronner Falken aus der DEL2 an, mit denen er im Frühjahr 2023 in die drittklassige Eishockey-Oberliga abstieg. Daraufhin beendete der 39-Jährige seine aktive Karriere.

## Erfolge und Auszeichnungen
| - 2004 WHL East First All-Star Team - 2004 CHL First All-Star Team - 2011 Teilnahme am AHL All-Star Classic - 2011 European-Trophy-Gewinn mit dem EC Red Bull Salzburg | - 2014 Bester Torschütze der Allsvenskan-Hauptrunde - 2015 Meister der Allsvenskan mit dem VIK Västerås HK - 2019 Topscorer der DEL-Hauptrunde |

## Karrierestatistik
(Legende zur Spielerstatistik: Sp oder GP = absolvierte Spiele; T oder G = erzielte Tore; V oder A = erzielte Assists; Pkt oder Pts = erzielte Scorerpunkte; SM oder PIM = erhaltene Strafminuten; +/− = Plus/Minus-Bilanz; PP = erzielte Überzahltore; SH = erzielte Unterzahltore; GW = erzielte Siegtore; 1 Play-downs/Relegation; Kursiv: Statistik nicht vollständig)